# Łukasz Wacławski
Łukasz Wacławski (ur. 2 maja 1980 w Brodnicy) – polski darter, noszący przydomek The Hound. Zwycięzca dwóch turniejów federacji World Darts Federation - Kiev Masters i Ukraine Open w 2018 roku. Uczestnik turnieju PDC Poland Darts Masters 2023. 

## Kariera
Wacławski swoją karierę rozpoczął w późnych latach 90. XX wieku w Warszawie, reprezentując tamtejszą lokalną drużynę Warszawskich Rekinów wraz z między innymi Krzysztofem Ratajskim. Jednym z pierwszych większych sukcesów Wacławskiego było wygranie ogólnopolskiego finału Superligi Polskiej Organizacji Darta w roku 2017; te zwycięstwo zapewniło mu później możliwość udziału w kilku turniejach British Darts Organisation - takich jak Polish Open czy Police Masters. Wacławski wziął także udział w turniejach innej federacji - World Darts Federation, np. w Vilnius Open - gdzie doszedł do finału. W sierpniu 2018 roku Wacławski wygrał swój pierwszy turniej rangi WDF - Ukraine Open, po pokonaniu w finale białoruskiego dartera Andreya Pontusa. Dzień później zdołał wygrać także turniej Kiev Masters, tym razem pokonując reprezentanta Ukrainy Oleksieja Bushuia 5-1 w legach. 
Dzięki tym zwycięstwom Wacławski został zaproszony do wzięcia udziału w drugim (po Mistrzostwach Świata) najbardziej prestiżowym turnieju federacji BDO - Winmau World Masters, gdzie odpadł w swoim pierwszym meczu po porażce z reprezentantem Irlandii Północnej Marty'm Moreland'em, przegrywając wynikiem 2-3 w setach.
Rok później Wacławski wziął ponownie udział w turnieju World Masters, ponownie odpadając w pierwszej rundzie owego turnieju - tym razem przegrywając z Anglikiem Andrew'em Kateley'em, również wynikiem 2-3 w setach. W tym samym roku Wacławski zadebiutował w turnieju Professional Darts Corporation podczas cyklu PDC Challenge Tour 2019.
W 2023 roku Polak wziął udział w krajowych eliminacjach do turnieju 2023 Poland Darts Masters, gdzie do wygrania było zdobycie jednego niezapełnionego dotąd miejsca dla Polskiego reprezentanta. Wacławskiemu udało się wygrać cały turniej po pokonaniu w finale Krzysztofa Chmielewskiego 6-3 w legach.

### Poland Darts Masters 2023
Wacławski zadebiutował w telewizyjnym turnieju PDC 7 lipca 2023 podczas 2023 Poland Darts Masters, gdzie w 1. rundzie zmierzył się z Walijczykiem Gerwynem Pricem. Polak przegrał ten mecz wynikiem 3-6 w legach, notując średnią na poziomie 83.03.

## Życie prywatne
Wacławski prowadzi innowacyjny program treningowy Smart Darts Training i pomaga początkującym graczom w wypracowaniu dobrych nawyków treningowych. Ponadto zajmuje się tresurą psów.